# Emissionsklasse
Eine Emissionsklasse ist generell eine per Norm oder Gesetz geregelte Klasse, die der Unterteilung bzw. Klassifizierung von Produkten dient, die  Schadstoffe oder Störsignale emittieren. Zur Klasseneinteilung dienen Grenzwerte bezüglich der Massenkonzentration bzw. der Schadstoff-Emission unter genormten Prüfbedingungen.
Beispiele von Emissionsarten, die gesetzlich geregelt sind:
- Formaldehyd in Holzwerkstoffen (siehe z. B. Grobspanplatte)
- Abgase von Verbrennungsmotoren, siehe Abgasnorm
- In der Funktechnik Art der Modulation der Trägerwelle

Für Deutschland werden die gültigen Schlüssel und Bezeichnungen von Seiten des Kraftfahrtbundesamtes bekanntgegeben.